# Saint-Loup (Rhône)
Pour les articles homonymes, voir Saint-Loup.
Saint-Loup est une ancienne commune française, située dans le département du Rhône en région Auvergne-Rhône-Alpes. Le 1er janvier 2019, elle devient une commune déléguée de Vindry-sur-Turdine.

## Histoire
Aucune trace d'occupation n'est attestée pendant la période romaine, tant au niveau archéologique que bibliographique.
Acté par un arrêté préfectoral du 19 décembre 2018, la commune est regroupée avec Dareizé Les Olmes et Pontcharra-sur-Turdine sous la commune nouvelle de Vindry-sur-Turdine le 1er janvier 2019.

## Politique et administration

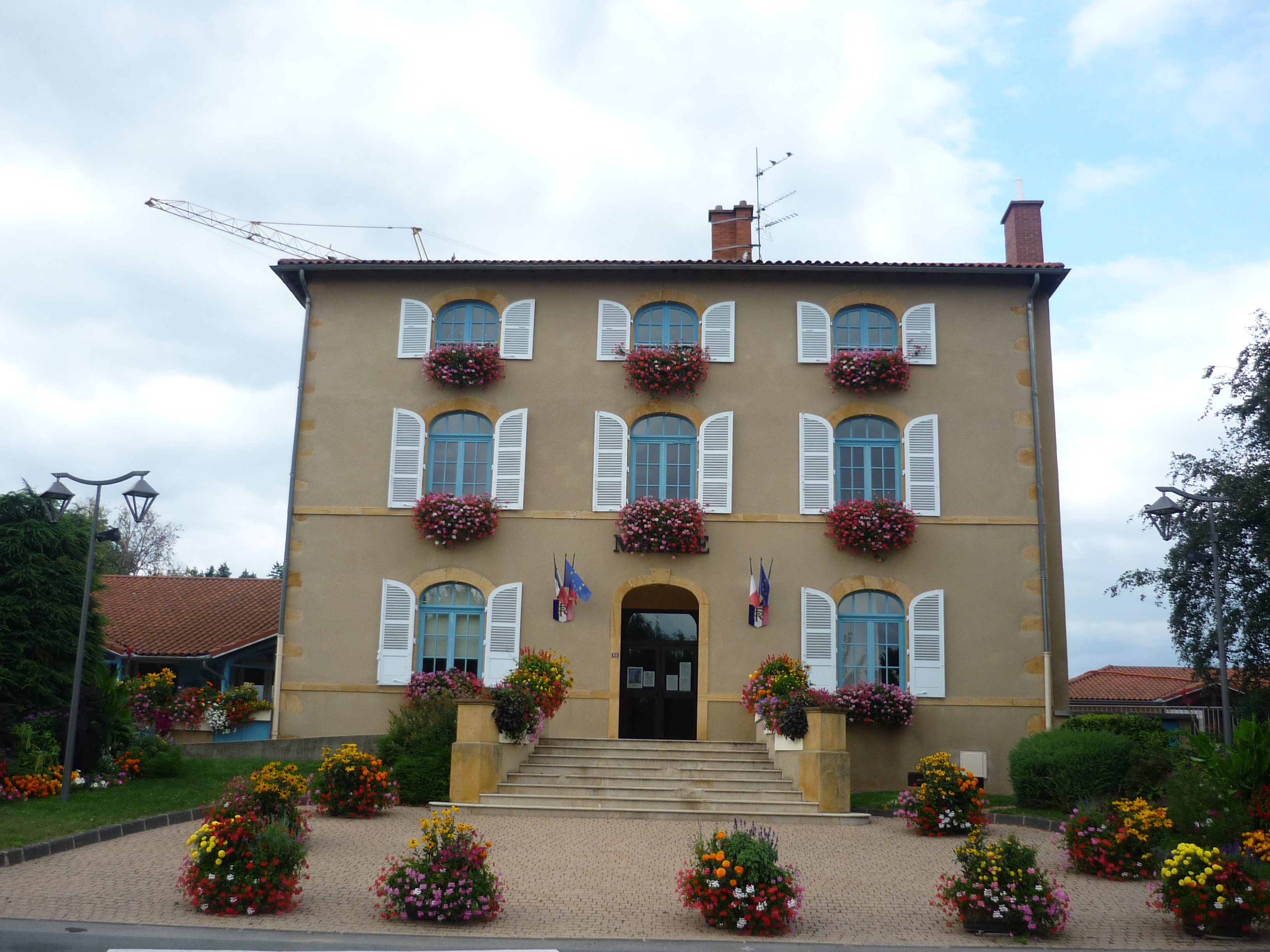
Mairie

| Période                                  | Période  | Identité              | Étiquette | Qualité                        |
| ---------------------------------------- | -------- | --------------------- | --------- | ------------------------------ |
| 2020                                     | en cours | Alain Gerberon        |           |                                |
| 2008                                     | 2020     | Jean-Pierre Jacquemot |           |                                |
| 1971                                     | 2008     | Maurice Pouilly       | UDF       | Conseiller général (1982-2008) |
| Les données manquantes sont à compléter. |          |                       |           |                                |

## Démographie
L'évolution du nombre d'habitants est connue à travers les recensements de la population effectués dans la commune depuis 1793. Pour les communes de moins de 10 000 habitants, une enquête de recensement portant sur toute la population est réalisée tous les cinq ans, les populations de référence des années intermédiaires étant quant à elles estimées par interpolation ou extrapolation. Pour la commune, le premier recensement exhaustif entrant dans le cadre du nouveau dispositif a été réalisé en 2006.

En 2016, la commune comptait 1 063 habitants, en évolution de +8,58 % par rapport à 2010 (Rhône : +3,93 %, France hors Mayotte : +2,11 %).
| 1793 | 1800 | 1806  | 1821  | 1831  | 1836  | 1841 | 1846 | 1851 |
| ---- | ---- | ----- | ----- | ----- | ----- | ---- | ---- | ---- |
| 963  | 580  | 1 046 | 1 449 | 1 851 | 1 979 | 695  | 702  | 708  |

| 1856 | 1861 | 1866 | 1872 | 1876 | 1881 | 1886 | 1891 | 1896 |
| ---- | ---- | ---- | ---- | ---- | ---- | ---- | ---- | ---- |
| 798  | 758  | 859  | 767  | 776  | 709  | 681  | 687  | 635  |

| 1901 | 1906 | 1911 | 1921 | 1926 | 1931 | 1936 | 1946 | 1954 |
| ---- | ---- | ---- | ---- | ---- | ---- | ---- | ---- | ---- |
| 620  | 575  | 536  | 398  | 397  | 388  | 379  | 366  | 370  |

| 1962 | 1968 | 1975 | 1982 | 1990 | 1999 | 2006 | 2011 | 2016  |
| ---- | ---- | ---- | ---- | ---- | ---- | ---- | ---- | ----- |
| 374  | 385  | 494  | 716  | 807  | 864  | 958  | 979  | 1 063 |

La séparation des communes de Saint-Loup et Pontcharra-sur-Turdine en 1840 est la cause de la baisse brutale de la population à cette période.

## Culture locale et patrimoine

### Espaces verts et fleurissement
En 2014, la commune de Saint-Loup bénéficie du label « ville fleurie » avec « 4 fleurs » attribuées par le Conseil national des villes et villages fleuris de France au concours des villes et villages fleuris.

## Télévision

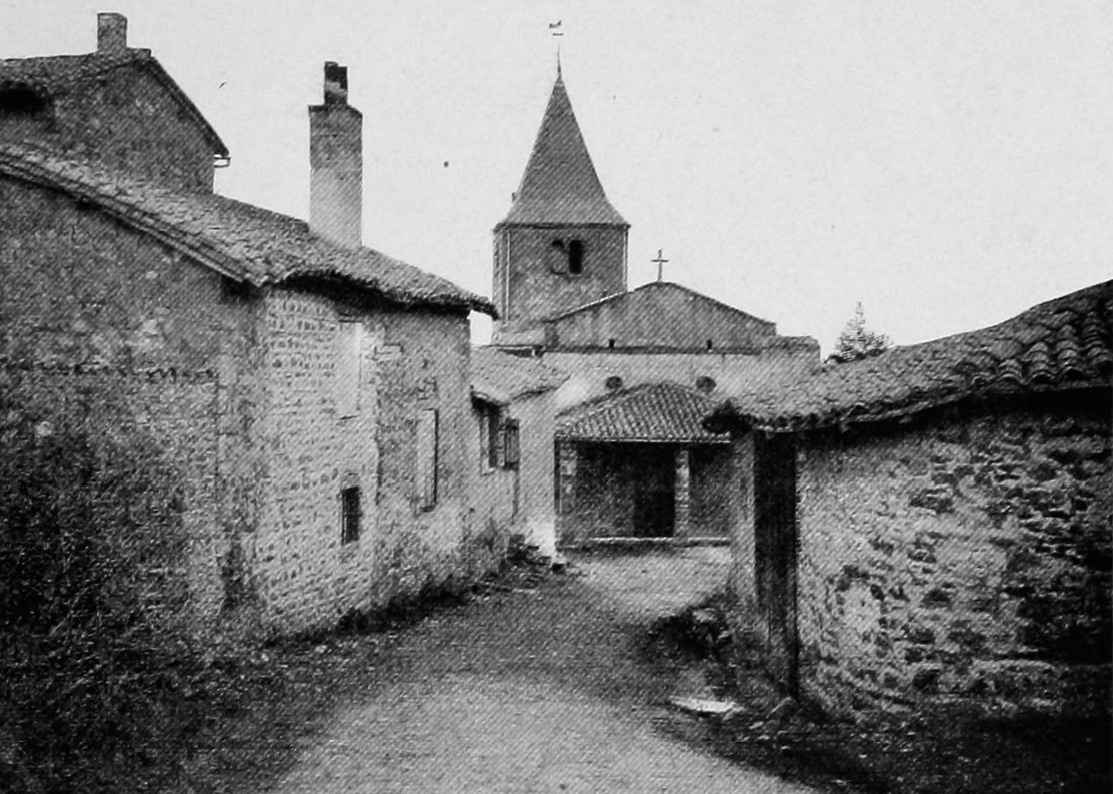
L'église entre 1901 et 1902.

Depuis le 31 mars 2005, l'émetteur de Lyon Fourvière permet aux habitants de Saint-Loup de recevoir la TNT : R1 canal 56 - R2 canal 36 - R3 canal 21 - R4 canal 54 - R6 canal 24 (couverture égale à 90 % du territoire de la commune).